# لاسه سوبیش
لاسه سوبیش (انگلیسی: Lasse Sobiech؛ زادهٔ ۱۸ ژانویهٔ ۱۹۹۱) یک بازیکن فوتبال اهل آلمان است.
 سوبیش در شهر شورته در سال ۱۹۹۱ متولد شده است و سابقه بازی در باشگاه‌های گروتر فورث، هامبورگ و سن پائولی را در کارنامه ورزشی خود دارد